# Kateb Yacine

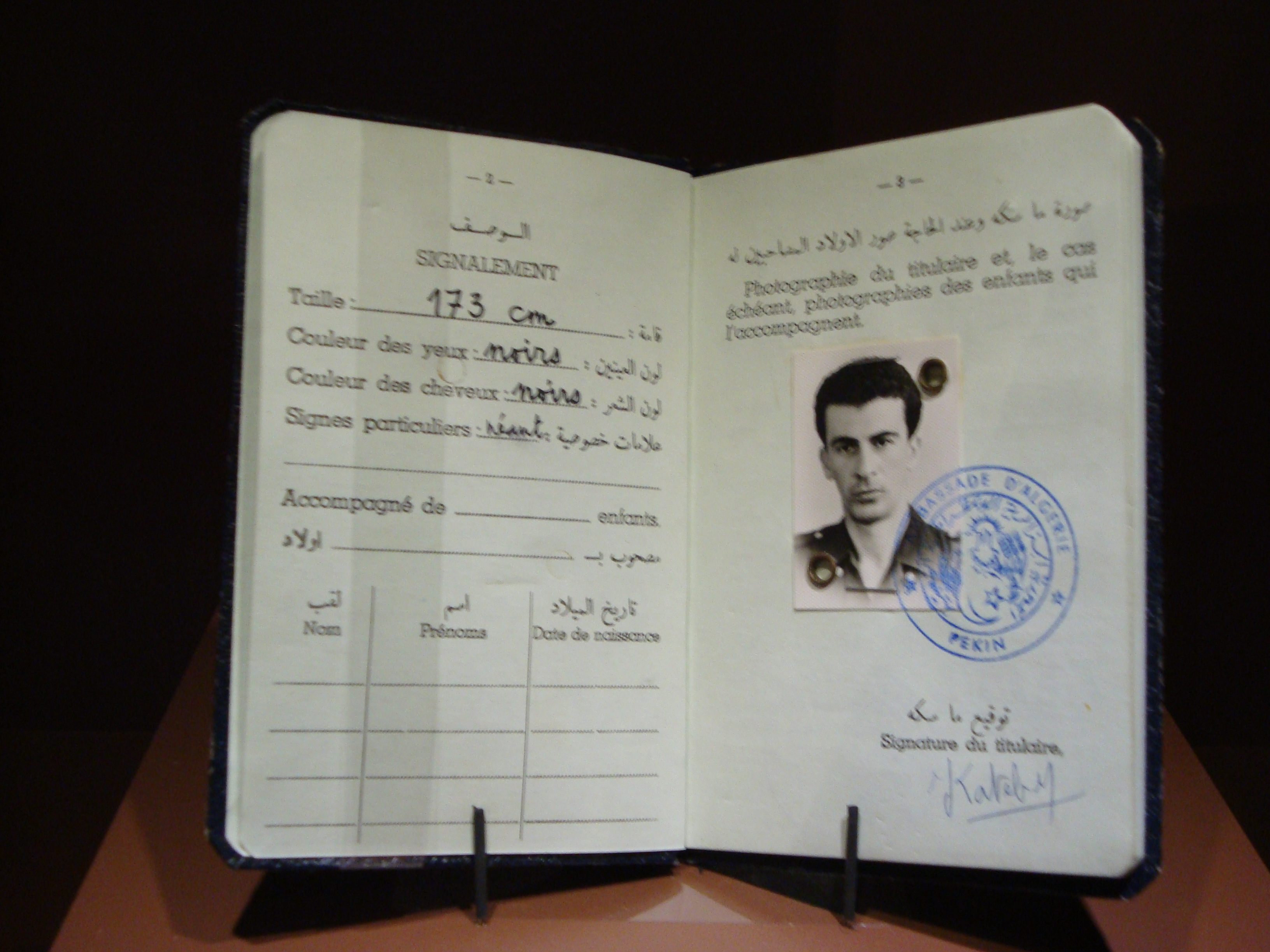
Pasaporte de Kateb Yacine.

Kateb Yacine (2 de agosto de 1929 o 6 de agosto de 1929, Constantina, Argelia - 28 de octubre de 1989) fue un escritor argelino que se destacó por sus novelas y obras de teatro, tanto en francés y árabe argelino y su apoyo a la causa bereber.

## Biografía

### Inicios
Kateb Yacine, Normalmente conocido como El Perro. Nació oficialmente el 6 de agosto de 1929, pero es más probable que su nacimiento ocurrió cuatro días antes. Nació en Constantina. Nacido como Yacine Kateb , dijo una vez que estaba tan acostumbrado a escuchar a sus maestros diciendo en voz alta los nombres con el primer apellido que adoptó Kateb Yacine como su seudónimo al publicar.
Kateb provenía de una familia académica morabita bereber de Djebel Nador, en la provincia oriental de Guelma, llamado Kheltiya (o Keblout). Su abuelo materno fue el 'Adel Bach, o el juez adjunto del cadí en Condé Smendou (Zirout Youcef). Su padre era abogado, y en la familia lo siguió a través de sus diversas tareas en diferentes partes del país. De joven Kateb (que significa "escritor"), asistió a la escuela coránica en 1937, luego, en 1938, a la escuela francesa en Lafayette (Bougaa) en la Pequeña Cabilia, donde se había trasladado la familia. En 1941 se inscribió en el 'colegio' colonial (escuela secundaria) de Setif como pensionista.

### Las manifestaciones de 1945
Kateb estaba en su tercer año en el colegio cuando el 8 de mayo de 1945 se produjeron manifestaciones. Él participó en estas manifestaciones que terminaron con la matanza de entre seis mil y ocho mil argelinos (de acuerdo con los nacionalistas, cuarenta y cinco), a manos del ejército francés y la policía. Tres días después, fue arrestado y encarcelado durante dos meses. A partir de ese momento, se convirtió en partidario de la causa nacionalista. Expulsado de la escuela secundaria, observando una disminución en la salud psicológica de su madre, pasando por un período de abatimiento e inmerso en los escritos del Conde de Lautréamont y de Charles Baudelaire, su padre lo envió a la escuela secundaria en Bône (Annaba). Allí conoció a 'Nedjma' ("la estrella"), una prima que ya estaba casada con la que vivió unos ocho meses, como más tarde reconoció.

### Primeras poesías
Mientras vivía con Nedjma, publicó su primera colección de poesía en 1946. Se había convertido ya "politizado" y empezó a dar conferencias bajo los auspicios de la PPA, "el gran partido nacionalista de las masas". Yasín fue a París en 1947, "a la boca del lobo", como él decía.
En mayo de 1947, se incorporó al Partido Comunista y dio una conferencia en el "Salón de Sociedades Científicas" con Abd al-Qadir. Durante una segunda visita a Francia al año siguiente, publicó 'Nedjma ou Le Poème du Couteau' (un toque de lo que vendría después) en la revista 'Le Mercure de France'. Fue periodista del diario 'Alger Républicain' entre 1949 y 1951, siendo sus primeros reportajes sobre Arabia Saudita y Sudán (Jartum). Después de regresar a Argelia, publicó (con el seudónimo de "Said Lamri") un artículo denunciando 'estafa' en el santuario de La Meca.

### Primeras obras
Después de la muerte de su padre en 1950, Yacine trabajó como estibador en Argel. Regresó a París, donde permanecería hasta 1959. Durante este período en París, trabajó con Malek Haddad, desarrolló una relación con M'hamed Issiakhem, y, en 1954, habló extensamente con Bertolt Brecht. En 1954, la revista Esprit publicó la obra de Yacine 'Le cadavre encerclé', que fue puesta en escena de Jean-Marie Serreau, pero fue prohibida en Francia. 'Nedjma' se publicó en 1956 (y Kateb no olvidó el comentario del editor: "Esto es demasiado complicado. En Argelia tienes bastante ovejas, pero ¿por qué no hablas de tus ovejas?").

### Períodos de viajes
Durante la guerra de Independencia de Argelia, Yacine se vio obligado a viajar al extranjero por un tiempo largo debido a la persecución que enfrentó por la Dirección de Vigilancia Territorial. Vivió en varios sitios, subsistiendo como escritor invitado o trabajando en empleos raros en Francia, Bélgica, Alemania, Italia, Yugoslavia y la URSS.
Después de una estancia en El Cairo, Yacine regresó a Argelia en 1962, poco después de la celebración de la independencia. Volvió a escribir para el 'L'Alger Républicain ", pero viajó con frecuencia entre 1963 y 1967 a Moscú, Francia y Alemania. 'La Femme sauvage', que había escrito entre 1954 y 1959, se puso en escena en París en 1963. 'Les Ancêtres redoublent de férocité' se estrenó en 1967 y 'La Poudre d'inteligencia' en París en 1968, y luego, en árabe en Argel en 1969. En 1964, Yacine publicó seis ensayos sobre 'nuestros hermanos los indios' en la revista 'L'Alger Républicain' y relató su encuentro con Jean-Paul Sartre, mientras que su madre estaba internada en el hospital psiquiátrico de Blida. Se fue a Vietnam en 1967, abandonando por completo la novela y escribió 'L'Homme-aux pieds de caucho', una obra polémica celebrando a Hồ Chí Minh, que fue publicada, interpretada y traducida al árabe en 1970.

### Salto a la fama
El mismo año, Yacine volvió a formar un hogar más permanente en Argelia. Durante este período tuvo un cambio significativo en su filosofía: se negó a seguir escribiendo en francés, prefiriendo trabajar en el teatro popular, épico y satírico, utilizando árabe dialectal. A partir de este trabajo con la compañía teatral "Teatro de la Mer" de Bab El Oued, en 1971, patrocinado por el Ministerio de Trabajo y Asuntos Sociales, Kateb viajó por toda Argelia durante cinco años, mostrando obras para un público de obreros, campesinos y estudiantes. Sus obras principales fueron: "Mohamed prends maleta ta" (1971), "La Voix des femmes" (1972), "La Guerra de deux mille ans" (1974), "Le Roi de l'Ouest" (1975) y "trahie de Palestina" (1977).
Entre 1972 y 1975 Kateb fue con las giras de 'Mohamed prends ta maleta' y 'La Guerra de deux mille ans' a Francia y la República Democrática Alemana. El gobierno argelino en Sidi-Bel-Abbes, lo "condenó" a dirigir el teatro regional como una especie de exilio. Luego de que hubiese sido prohibido de aparecer en televisión, Yacine mostró sus obras en las escuelas o empresas. A menudo fue criticado por su énfasis en la tradición bereber y las lenguas bereberes, así como por sus posiciones liberales en cuestiones de igualdad de género, tales como su postura en contra de que las mujeres tengan que usar un pañuelo en la cabeza.

### Últimos años
En 1986, Kateb Yacine distribuyó un extracto de una obra de Nelson Mandela, y en 1987 recibió el Gran Premio Nacional de las Letras en Francia.
En 1988, organizó en el Festival de Avignon 'Le Bourgeois Gentilhomme ou le espectro du Parc Monceau', una obra sobre Robespierre que Yacine escribió a petición del Centro Cultural de Arras para la conmemoración del bicentenario de la Revolución Francesa. Yacine se estableció en forma definitiva en Verscheny en Drôme, y viajó con frecuencia a los Estados Unidos y siguió haciendo frecuentes viajes a Argelia. A su muerte, dejó una obra inacabada sobre los disturbios argelinos de octubre de 1988. En 2003 sus obras fueron aceptadas en la Comédie-Française.
Educado en la lengua del colonizador, Kateb Yacine consideró a los franceses la molestia de los argelinos por la guerra por la independencia. Declaró en 1966: "La francofonía es una máquina política neocolonial, que sólo perpetúa nuestra alienación, pero el uso de la lengua francesa no quiere decir que uno es un agente de una potencia extranjera, y escribo en francés para decirles a los franceses que no soy francés". Trilingüe, Kateb Yacine, también escribió y supervisó la traducción de sus textos a la lengua bereber. Su obra manifiesta la búsqueda de su país multicultural de la identidad y las aspiraciones de su pueblo.
Kateb Yacine fue padre de tres hijos, incluido Amazigh Kateb, cantante de la banda Gnawa Diffusion.

### Libros de su autoría
- Soliloques, poèmes, Bône, Ancienne imprimerie Thomas, 1946. Réédition (avec une introduction de Kateb Yacine), Argel, Bouchène, 1991, 64 páginas.
- Abdelkader et l'indépendance algérienne, Argel, En Nahda, 1948, 47 páginas.
- Nedjma, romano, París, Editions du Seuil, 1956, 256 páginas.
- Le Cercle des représailles, théâtre, Paris, Editions du Seuil, 1959, 169 páginas [contiene Le Cadavre encerclé, La Poudre d'intelligence, Les Ancêtres redoublent de férocité, Le Vautour, introduction d'Edouard Glissant : Le Chant profond de Kateb Yacine].
- Le Polygone étoilé, romano, París, Editions du Seuil, 1966, 182 páginas.
- Les Ancêtres redoublent de férocité, [avec la fin modifiée], París, collection TNP, 1967.
- L'Homme aux sandales de caoutchouc, hommages au Vietnam et à Hồ Chí Minh, théâtre, Paris, Editions du Seuil, 1970, 288 pages.
- Boucherie de l'espérance,oeuvres théâtrales, [quatre pièces, contient notamment Mohammed prends ta valise, 1971, et Le Bourgeois sans culotte], París, Editions du Seuil, 1999, 570 páginas. ISBN 2020339056
- L'Œuvre en fragments, Inédits littéraires et textes retrouvés, rassemblés et présentés par Jacqueline Arnaud, París, Sindbad 1986, 448 páginas (ISBN 2-7274-0129-9).
- Le Poète comme un boxeur, entretiens 1958 - 1989, París, Editions du Seuil, 1994. ISBN 2020221934
- Minuit passé de douze heures, écrits journalistiques 1947-1989, textes réunis par Amazigh Kateb, París, Editions du Seuil, 1999, 360 páginas. ISBN 2020387301
- Parce que c'est une femme, introducción de Zebeïda Chergui, théâtre, [contiene un entretien avec Kateb Yacine avec El Hanar Benali, 1972, La Kahina ou Dilhya; Saout Ennissa, 1972; La Voix des femmes et Louise Michel et la Nouvelle Calédonie], París, Editions des Femmes, 2004, 174 páginas.

### Introducciones y prefacios
- Les Fruits de la colère, préface à Aît Djaffar, Complainte de la petite Yasmina
- Les mille et une nuit de la révolution, préface à Abdelhamid Benzine, La Plaine et la montagne
- Les Ancêtres redoublent de férocité, préface à Tassadit Yacine, "Lounis Aït Menguellet chante…", textes berbères et français, Paris, La Découverte, 1989; Alger Bouchène/Awal, 1990 [dernier texte de Kateb Yacine, addressé à Tassadit Yacine le 29 septembre 1989, un mois avant sa mort].

- Kateb Yacine también escribió muchos prefacios para sus amigos pintores, M'hamed Issiakhem (Œil-de-lynx et les américains, trente-cinq années de l'enfer d'un peintre) et Mohammed Khadda.